# Torricella (Apulien)
Torricella (im lokalen Dialekt Turricèdda oder Turicèdda) ist eine südostitalienische Gemeinde (comune) mit 4110 Einwohnern (Stand 31. Dezember 2023) in der Provinz Tarent in Apulien. Die Gemeinde liegt etwa 25,5 Kilometer südöstlich von Tarent im Salento. Mit seinen Ortsteilen Torre Ovo, Librari und Truglione liegt die Gemeinde unmittelbar am Ionischen Meer.

## Geschichte
Torricella ist vermutlich im 11. Jahrhundert entstanden, als sich Hirten und Bauern, die vorher an der Küste lebten, an diesem Ort ansiedelten, um sicherer vor Überfällen der Sarazenen zu sein. Allein der Ortsteil Monacizzo ist älteren Datums.